# Rania
Rania (en hindi: रानिया ) es una ciudad de la India en el distrito de Sirsa, estado de Haryana.

## Geografía
Se encuentra a una altitud de 199 m s. n. m. a 274 km de la capital estatal, Chandigarh, en la zona horaria UTC +5:30.

## Demografía
Según estimación 2011 contaba con una población de 25 196 habitantes.